# هوارد قاولد
هوارد قاولد (بالإنجليزية: Howard Gould)‏ هو رائد أعمال أمريكي، ولد في 1871 في نيويورك في الولايات المتحدة، وتوفي في 1959 في Doctors Hospital (Manhattan) ‏ في الولايات المتحدة.